# Deltocyathus parvulus
Deltocyathus parvulus is een rifkoralensoort uit de familie van de Deltocyathidae. De wetenschappelijke naam van de soort is voor het eerst geldig gepubliceerd in 1982 door Keller.